# Download to Donate for Haiti
Download to Donate for Haiti é uma compilação lançada pela Music for Relief, uma organização não governamental criada pelo Linkin Park em 2005 a fim de ajudar vitimas de desastres naturais.

## Faixas
| #  | Título                                   | Artista                                              | Duração |
| -- | ---------------------------------------- | ---------------------------------------------------- | ------- |
| 1  | "Not Alone"                              | Linkin Park                                          | 4:12    |
| 2  | "Mother Maria"                           | Slash feat. Beth Hart                                | 5:35    |
| 3  | "Never Let Me Down"                      | Kenna (Produzido por Mike Shinoda)                   | 3:13    |
| 4  | "Heroes"                                 | Peter Gabriel                                        | 4:02    |
| 5  | "Still (Acoustic, Vancouver Sessions)"   | Alanis Morissette                                    | 5:33    |
| 6  | "Resurrection"                           | Lupe Fiasco feat. Kenna (Produzido por Mike Shinoda) | 4:07    |
| 7  | "We Are One"                             | Hoobastank                                           | 4:47    |
| 8  | "The Wind Blows (Skrillex Remix)"        | The All-American Rejects                             | 4:57    |
| 9  | "It Must Be Love"                        | Enrique Iglesias                                     | 3:45    |
| 10 | "Typical Situation (Live)"               | Dave Matthews Band                                   | 12:58   |
| 11 | "Slipstream (Slimmed Down Mix)"          | The Crystal Method feat. Jason Lytle                 | 5:30    |
| 12 | "Gold Guns Girls (Mike Shinoda Remix)"   | Metric                                               | 5:12    |
| 13 | "Times Like These (Live from Red Rocks)" | Jack Johnson                                         | 2:37    |
| 14 | "Butterfly"                              | Weezer feat. Allison Allport                         | 2:52    |
| 15 | "Gargoyle (Live)"                        | Dinosaur Jr.                                         | 6:11    |
| 16 | "Look Away"                              | Mickey Hart                                          | 5:58    |
| 17 | "Jonah"                                  | Guster                                               | 3:23    |